# Andrés Villarreal
Andrés Isaac Villarreal Tudón (nacido el 22 de octubre de 1996) es un clavadista mexicano.

## Trayectoria
Originario de Monterrey, obtuvo la medalla de plata dos veces en la Universiada de 2019. Representó a México en los Juegos Olímpicos de Tokio 2020, haciendo además su debut olímpico.
Al igual que otros deportistas de su país, Villarreal comenzó a crear contenido para OnlyFans para ganarse la vida ante la falta de apoyo por parte de la CONADE.

## Palmarés internacional
| Campeonato Mundial | Campeonato Mundial      | Campeonato Mundial | Campeonato Mundial     |
| Año                | Lugar                   | Medalla            | Categoría              |
| ------------------ | ----------------------- | ------------------ | ---------------------- |
| 2019               | Gwangju (Corea del Sur) | Medalla de bronce  | Plataforma 10 m sincro |